# Emily Greene Balch
Emily Greene Balch (n. 8 ianuarie 1867, Jamaica Plain, SUA - d. 9 ianuarie 1961, Cambridge, Massachusetts) a fost sociolog american și activistă pentru pace, laureată a Premiului Nobel pentru Pace în anul 1946, împreună cu John R. Mott. 

## Date biografice
Emily Greene Balch a studiat la Bryn Mawr College, iar apoi, din 1896, a predat la Wellesley College. A înființat un azil la Boston și a făcut parte din comisiile de stat pentru relații de muncă ( 1908 - 1909 ) și pentru imigrație (1913 - 1914). 
În anul 1918, și-a pierdut postul la catedră, pentru că s-a opus intrării Statelor Unite în Primul Război Mondial. În 1919, împreună cu Jane Addams, a contribuit la înființarea Ligii Internaționale a Femeilor pentru Pace și Libertate.